# Al taller del Maestro
Al taller del Maestro es el primer álbum de estudio de Alex Campos y su banda Misión Vida, aunque fue su segundo proyecto discográfico de su cronología. Fue lanzado por MV Music, y posteriormente relanzado en 2003 por CanZion.
Según un artículo publicado por el periódico El Tiempo, el álbum producido por Alex Campos y Esteban Machuca, Al taller del maestro vendió aproximadamente 23,000 copias, 17,000 en el circuito cristiano y 8,000 en los últimos dos meses desde que firmaron con Sonolux, convirtiéndose en el artista más vendido de Sonolux en el último mes, según Guillermo Salazar, ejecutivo de dicha casa disquera.
El álbum obtuvo en Premios Arpa 2004 la categoría de Compositor del año, y tres nominaciones en las categorías Álbum del Año, Mejor Álbum de grupo o dúo, y Mejor álbum Pop/Rock.
En 2022, Alex Campos lanzó una nueva versión del sencillo «Al taller del Maestro» con la participación de Jesús Adrián Romero y Lilly Goodman.

## Lista de canciones
| N.º | Título                                | Duración |  |
| 1.  | «Al taller del Maestro»               | 5:12     |  |
| 2.  | «Si yo te dejo»                       | 3:40     |  |
| 3.  | «Te vengo a decir»                    | 5:52     |  |
| 4.  | «¿Qué eres para mí?»                  | 4:00     |  |
| 5.  | «Tan lejos, tan cerca»                | 3:54     |  |
| 6.  | «Tú conoces»                          | 3:55     |  |
| 7.  | «Fruta prohibida»                     | 5:48     |  |
| 8.  | «Me amas»                             | 4:20     |  |
| 9.  | «Amigos»                              | 5:57     |  |
| 10. | «Allí quiero estar»                   | 4:44     |  |
| 11. | «Vivir con él»                        | 5:00     |  |
| 12. | «Prefiero»                            | 5:06     |  |
| 13. | «Dime»                                | 3:43     |  |
| 14. | «Te vengo a decir (Versión Ranchera)» | 3:22     |  |